# بيير براسارد
بيير براسارد هو ممثل كندي، ولد في 24 أبريل 1966 في فال دور في كندا.

## وصلات خارجية
- بيير براسارد على موقع IMDb (الإنجليزية)
- بيير براسارد على موقع ألو سيني (الفرنسية)
- بيير براسارد على موقع أول موفي (الإنجليزية)
- بيير براسارد على موقع ديسكوغز (الإنجليزية)
- بيير براسارد على موقع قاعدة بيانات الفيلم (الإنجليزية)
- بيير براسارد على موقع كينوبويسك (الروسية)